# Нейссерии
Нейссерии (лат. Neisseria) — род бактерий из семейства Neisseriaceae типа протеобактерий. Грамотрицательные диплококки, под микроскопом напоминают кофейные зёрна.
Род назван в честь Альберта Людвига Сигизмунда Нейссера (1855—1916), немецкого врача, открывшего возбудителя гонореи (позже этот вид получил название Neisseria gonorrhoeae).
К проникновению в клетку новых видов нейссерий приводят генетические дефекты в «поздних» компонентах системы комплемента С5—С9.

## Патогенные представители рода
Род включает много патогенов человека, например:
- Neisseria gonorrhoeae (Zopf 1885) Trevisan 1885 typus — Гонококк
- Neisseria meningitidis (Albrecht and Ghon 1901) Murray 1929 — Менингококк

Род также включает много условно патогенных видов, например:
- Neisseria cinerea
- Neisseria elongata
- Neisseria flavescens
- Neisseria lactamica
- Neisseria mucosa
- Neisseria polysaccharea
- Neisseria sicca
- Neisseria subflava